# Ouratea orgyalis
Ouratea orgyalis är en tvåhjärtbladig växtart som beskrevs av Spencer Le Marchant Moore. Ouratea orgyalis ingår i släktet Ouratea och familjen Ochnaceae. Inga underarter finns listade i Catalogue of Life.